# 加芙列拉·利斯
加芙列拉·利斯（西班牙語：Gabriela Liz，1961年12月31日—），阿根廷女子曲棍球运动员。她曾代表阿根廷参加1987年和1991年泛美运动会曲棍球比赛，获得二枚金牌。她也曾出战1988年夏季奥运会。